# Садове (Пологівський район)
Садо́ве — село в Україні, у Токмацькій міській громаді Пологівського району Запорізької області. Населення становить 405 осіб (2001). До 2020 року орган місцевого самоврядування — Покровська сільська рада.

## Географія
Село Садове розташоване за 95 км від обласного центру, 60 км від районного центру та 11 км від міста Токмака, на лівому березі річки Чінгул, вище за течією за 3 км розташоване село Червоногірка. За 2 км на південь від села пролягає автошлях національного значення Н30 (Василівка — Бердянськ).

## Історія
Село засноване 1928 року.
12 червня 2020 року, відповідно до розпорядження Кабінету Міністрів України № 713-р «Про визначення адміністративних центрів та затвердження територій територіальних громад Запорізької області», село увійшло до складу Токмацької міської громади.
19 липня 2020 року, в результаті адміністративно-територіальної реформи та ліквідації Токмацького району, село увійшло до складу Пологівського району.
З 24 лютого 2022 року, в ході російського вторгнення в Україну, село тимчасово окуповане російськими військами.

## Населення

### Мова
Розподіл населення за рідною мовою за даними :
| Мова       | Кількість | Відсоток |
| ---------- | --------- | -------- |
| українська | 379       | 93.58 %  |
| російська  | 24        | 5.93 %   |
| білоруська | 2         | 0.49 %   |
| Усього     | 405       | 100 %    |

## Відомі земляки
- Вівчар Ганна Миколаївна — українська письменниця.